# Palacete Rossio
Gennem århundreder har Palacete Rossio været omdrejningspunktet for den lille historiske landsby Meades i Portugal med 606 indbyggere. Det antikke Palacete menes at være over 200 år gammel og er klassificeret som fredet. Palacete Rossio ligger ved indgangen til Serra de São Mamede Nationalpark, som er et fredet naturreservat med unik fauna grundet det særlige mikroklima. Her er der rig mulighed for at vandre i uberørt natur, observere sjældne fuglearter og fiske samt bade i vandløb.
Palacetet er omgivet af 3.000 m2 haver med frugtræer. Derudover rummer tilbygningerne faciliteter til traditionel produktion af olivenolie, vin og skinke, samt en hestestald.
Palacetet har været i familien Coutinho Leal da Costa familiens eje gennem mere end 6 generationer. Coutinho-familien er en prominent og respekteret familie i Alentejo, som har sat et vigtigt aftryk på regionens produktion af olivenolie. Familien var de første til at få etableret et moderne dampmaskineri til udvinding af olivenolie og vin. De originale maskiner og traditionelle blå klinker udgør i dag et historisk indblik i datidens produktionsmetoder.
Palacete Rossio ligger på hovedtorvet i den lille landsby Meades med sin egen plads opkaldt efter sig ("Largo do Rossio"). Landsbyen har en rig historie og menes at være blevet grundlagt af tempelridderne i perioden mellem 1278 og 1372. Dette kan man lære mere om på byens lokalhistoriske museum. Landsbyen ligger 12km fra Castello de Vide, som er den kommune landsbyen hører under og udgør i alt 73,62 Km2 landareal.
Landsbyen er i øvrigt klassificeret som et fredet, historisk område. Der kan hverken bygges nyt eller ændres på de eksisterende bygninger. Naturparken er også fredet. Derved er ejendommens og områdets historie sikret for fremtiden.